# Psałteria na Wawelu

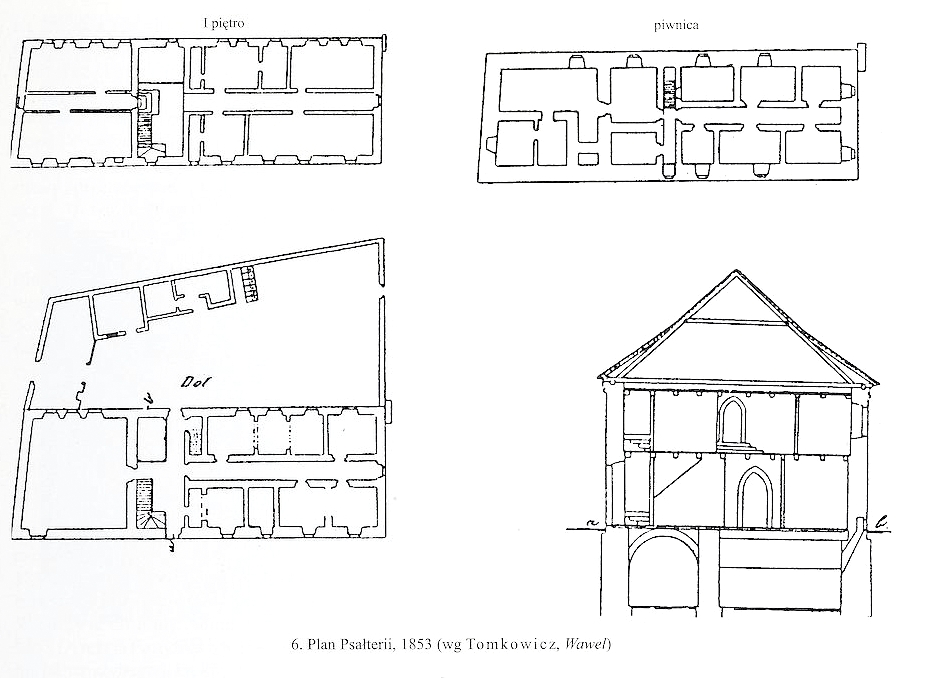
Plan i przekrój Domu Psałterzystów sporządzony w 1853 roku.

Psałteria (także: Dom Psałterzystów, Angelistarum, Psałterya) – gotycki budynek Wzgórza Wawelskiego. Zbudowany został pod koniec XV wieku z cegły o detalu charakterystycznym dla tzw. architektury długoszowej. Przeznaczony był dla kolegium szesnastu psałterzystów i kleryka. Posiadał piwnicę i dwie kondygnacje naziemne, plan prostokątny i wejście od północy. Do kamienicy przylegał od południowego wschodu ogród równej jak dom długości, w którym stał jeszcze mały budynek. W roku 1655 Szwedzi zająwszy zamek zrujnowali budynek. W 1847 roku mieszkało w nim jeszcze 45 osób, jednak w 1853 roku był już znacznie zdewastowany. W ścianę frontową od północy wprawioną była tablica, która obecnie wmurowaną jest w fasadę domu narożnego na ul. Kanoniczej.
Został zburzony przypuszczalnie w 1856 roku w celu budowy w jego miejscu szpitala dla wojsk austriackich.